# Моис Арианити Големи
Моис Арианити Големи (ум. 1464) — албанский феодал и военачальник Лежской лиги.

## Семья
Родился в окрестностях современного города Дебар. Единственный сын Музаки Арианити, сына Комнена Арианити, и племянник Георгия Арианити. В 1445 году он женился на Занфине Музаки, бывшей жене Музаки Топия, который затем женился на Марии, сестре Скандербега. У них было двое сыновей и четыре дочери, две из которых умерли в раннем возрасте.
Его первенец Цезарь Арианити (Чезаре Комнино Арианит) имел единственную дочь Джованну Комминату, которая жила в Неаполе и была замужем за патрицием Паоло Бранкаччо.
Его второй сын Арианит Арианити был женат на сестре Гьона Музаки, от которой у него была одна дочь Елена, ставшая женой венецианского военачальника. Одна из их дочерей, Деспина, вышла замуж за Станишу II Кастриоти, сына Станиши I Кастриоти и племянника Скандербега. Вторая дочь Елена была вначале замужем за Николаем IV Дукаджини, сыном Лека Дукаджини. После смерти первого мужа она вышла замуж за Синан-бея Музаки.

## Лежская лига
Когда Скандербег вернулся в Албанию и поднял восстание против османского владычества, Моис Арианити быстро к нему присоединился и стал одним из его военачальником. В 1444 году он отличился в битве с турками при Торвиолле. Позднее он руководил захватом турецкой крепости Светиград в современной Македонии.
В июле 1455 года после поражения армии Лежской лиги под крепостью Берат Моис Арианити предал Скандербега и перешел на сторону турок-османов.
В мае 1456 года он во главе 15-тысячного турецкого войска вторгся в Албанию, но потерпел поражение от Скандербега в Нижней Дибре. Моис Арианити отступил в Македонию, а оттуда прибыл в Стамбул, где был проигнорирован османскими властями. В сентябре 1456 года Моис Арианити покинул османские владения и вернулся в Албанию, где Скандербег полностью простил его и возвратил все конфискованные земли.
Осенью 1464 года в битве на равнине Валиказды в Нижней Дибре Скандербег потерпел поражение от османского военачальника Балабана-паши Бадере, санджакбея Охрида. Балабан-паша, хорошо зная тактику Скандербега, заманил в засаду передовые части албанской армии и захватил в плен восемь албанских командиров. В числе пленных албанский историк Марин Барлетий называет Иоанна Музаки, Иоанна Перлата, Моиса Голема, Владана Юрицу, Анджело Музаки, Николо Берисия, Георгия Кукку и Иоанна Манесия. Султан Мехмед II отказался вернуть пленников Скандербегу. Моисе Арианити был доставлен в Стамбул, где по приказу султана со всех пленных была заживо содрана кожа.

## Владения
Владения Моиса Арианити находились в районе нагорья Черменика. Гьон Музаки упоминал среди них замки Либражд, Кукес, Дорез и Гур, которые ранее входили в состав его владений. Помимо этих территорий, он унаследовал от своего отца титул правителя Дибры, а Скандербег признал его титул и назначил командиров в районе Дибра. В современных источниках Големи сына Ариантиа упоминается как барон в Черменике.

## Фольклор
Имя Моиса Арианити Големи упоминается в литературе: «Kënga e Moisi Golemit» (Песне о Моисе Големи) среди албано-итальянской общины в Южной Италии (Арбереши).